# Saint-Étienne-de-Saint-Geoirs
Saint-Étienne-de-Saint-Geoirs è un comune francese di 2 856 abitanti situato nel dipartimento dell'Isère della regione dell'Alvernia-Rodano-Alpi.

## Società

### Evoluzione demografica
Abitanti censiti

## Amministrazione

### Gemellaggi
- Casorate Sempione, dal 14 settembre 2013